# Messenger Plus!
Messenger Plus!（前称：Messenger Plus! Live、Messenger Plus！Extension），是Yuna Software开发的即时通讯软件客户端插件，通过将其自己的控件添加到主界面，为微软的Windows Live Messenger和Skype提供了额外的功能。这些控件通常通过附加对话框来影响行为和外观。

## 介绍
皮肤
皮肤是指软件程序执行时所呈现的图形操作介面，允许用户从MPL网站下载或以XML脚本制作皮肤来更改Windows Live Messenger的传统外观。
文本编辑
这功能允许用户对发送的信息以及显示名字进行编辑，包括加粗、斜体、划线以及颜色。编辑可以定义为IRC或BBCode模式的命令。
自定义状态
它让用户自定义状态标签，以自带的六个状态显示目前在电脑前，离开等等。
多用户登入
这功能让用户在同一台电脑上启动多个软件并同时登入多个账户。
快捷文本
这让用户可以更快地发出原先制定好了的信息。 
事件纪录
这功能可以记录下所有事件，包括名字更改、状态更改等等，这些事件还可以通过事件阅读窗口实时察看。
聊天纪录
使用HTML方式记录的聊天内容，还可以同时显示聊天内容、表情图、winks以及所有事件，也可以对聊天记录进行加密。
桌面联系人
让你选择显示于桌面上的联系人，可以知从漂浮在桌面的窗口上看到联系人状态并激活一个聊天，或传送文件，而不需要打开联系人表。
自动回复
此功能让用户可以自定义信息自动回复任何联系人在自己离开电脑以后所发送信息。
表情音效
用户可以下载并发送表情音效，用户可以自己录制音效或导入和编辑音频文件，保存并打包成音效包，上传以共享。
分页聊天
可以级和所有聊天窗口于一个分页文件界面，减少任务栏上的按钮以及桌面的拥挤。
Messenger枷锁
让用户可以快速的隐藏窗口，避免被公司主任看到。这功能将显示于任务栏上的图标改成一个用户自定义的图标，双击就能解开枷锁。同时这个功能会发送自动信息通知聊天中的联系人，但需要注明的是此功能并没有隐藏当你被别人加为联系人时所弹出的对话框。
个性化脚本
加入了一个脚本API，用户因此可以自己通过使用JScript创建更多功能。脚本可以在无需重新启动Windows Live Messenger进行编辑，因此提高了开发过程的速度，通过脚本而不是插件进行新功能添加让用户可以简单的打开脚本文件安装新功，而不需要复制dll文件到插件目录下并重新启动Windows Live Messenger。
支持语言
| - 阿拉伯语 - 加泰罗尼亚语 - 简体中文 - 繁体中文 - 丹麦语 | - 荷兰语 - 英语 - 爱沙尼亚语 - 芬兰语 - 法语 | - 德语 - 希伯来语 - 匈牙利语 - 意大利语 - 日语 | - 韩语／朝鲜语 - 挪威语 - 葡萄牙语 - 西班牙语 - 瑞典语 | - 泰语 - 土耳其语 |

## 历史
Messenger Plus! 是由 Cyril Paciullo（塞利而·保修罗）开发推出，他自称自己为 Patchou。塞利而出生于法国，目前居住在加拿大。他开发 Messenger Plus! 软件以及管理发布该软件的网站与公司。
2006年10月，Patchou 荣誉微软最有价值专家奖，虽然在他的软件里包含了广告软件。
在Patchou于他的博客公开他得到微软最有价值专家奖消息的数天后，他的微软最有价值专家奖被驳回 ，而他的微软最有价值专家奖个人资料也从微软最有价值专家奖官方网站删除。
截至2010年2月，它已成为微软即时通讯客户端使用最广泛的附加软件之一，拥有超过6200万的用户。

## 爭议
作者目前捆绑了由Circle Development Ltd.开发的可选择性安装的 广告软件。一些软件评估网站抨击它 的用户许可协议。声称那个许可安装广告软件的赞助协议有误导性，因为看起来很像标准的 EULA最终用户许可证，并且只有英语版本。自从 Messenger Plus! 3.60 于2005年9月27日发行以来，安装程序除了传统的EULA，还包含了另一个许可证协议。这些已也都有翻译本。
McAfee 网站顾问警告说 https://web.archive.org/web/20071223021819/http://www.msgpluslive.net/#offadd与惡意广告软件有联接。 Adware-Lop（页面存档备份，存于）。
Circle Development 提供一个个别的广告软件卸载程序，这程序会在用户尝试卸载 Messenger Plus! 时出现。